# لوسی بنجامین
لوسی بنجامین (انگلیسی: Lucy Benjamin؛ زادهٔ ۲۵ ژوئن ۱۹۷۰) بازیگر اهل بریتانیا است.
او که فارغ‌التحصیل مدرسه بازیگری رِدروفز در میدنهد است، تاکنون در آثار متعدد نمایشی، تلویزیونی و سینمایی حضور داشته است.
از آثار وی می‌توان به حضور در ایکس فاکتور و بازی در دکتر هو، بو ژست، حادثه اشاره نمود.